# Tomáš Satoranský
Tomáš Satoranský (Praga, 30 de outubro de 1991) é um jogador checo de  basquetebol profissional que atualmente joga pelo FC Barcelona na Liga ACB e na EuroLiga.
Antes de ir pra NBA, ele jogou profissionalmente pelo USK Praha da Chéquia e pelo Sevilla e Barcelona da Liga ACB. Ele foi selecionado pelo Wizards como a 32º escolha geral no Draft da NBA de 2012.

## Carreira profissional

### USK Praha (2007–2009)
De 2007 a 2009, Satoranský jogou no USK Praha da Chéquia.

### Espanha (2009–2016)

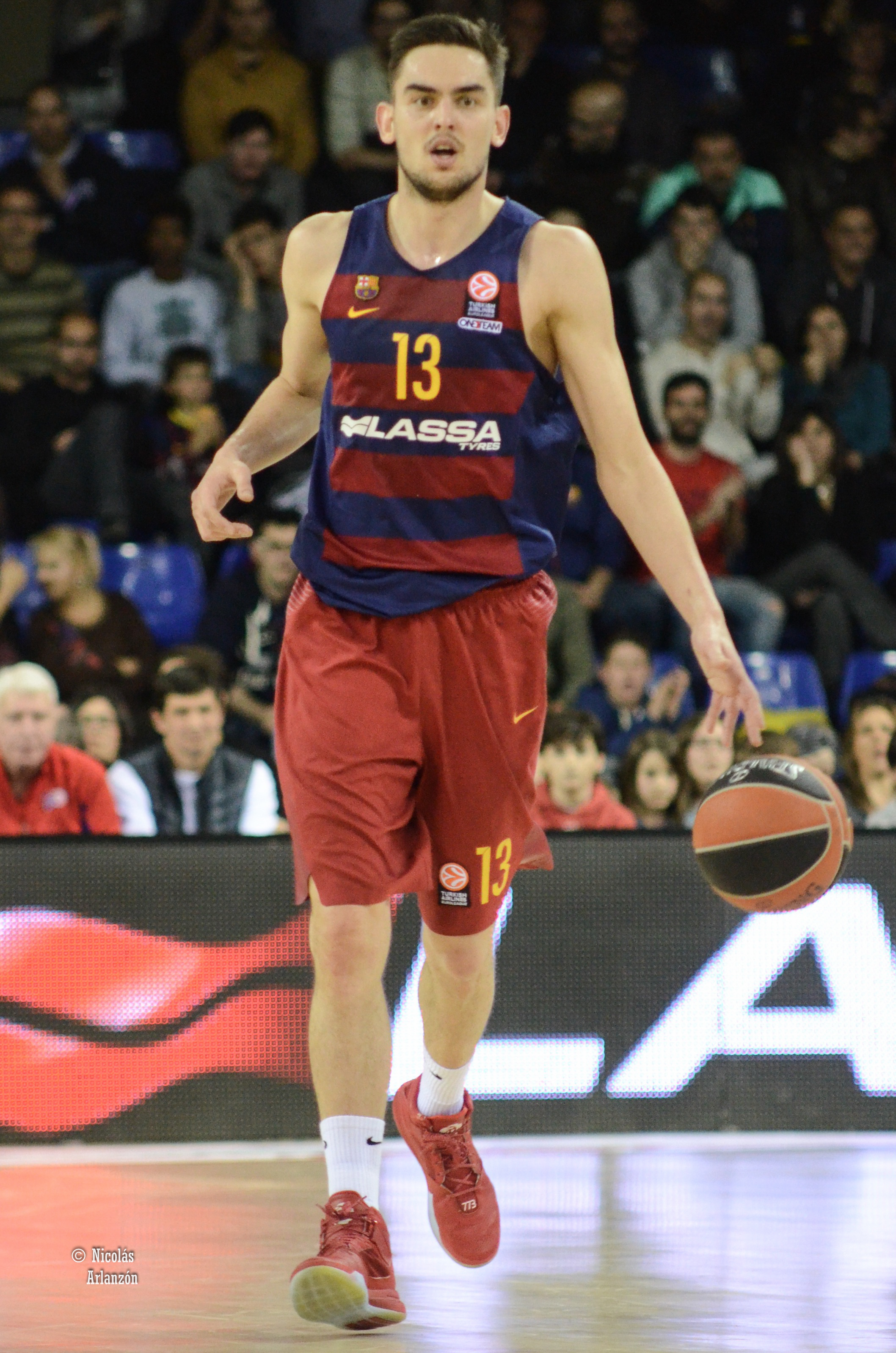
Satoranský com o Barcelona em 2016

Em 2009, ele assinou com o Sevilla da Liga ACB, onde jogou pelas próximas cinco temporadas. Em julho de 2014, Satoranský assinou um contrato de dois anos com o Barcelona. Em julho de 2016, ele se separou do Barcelona para ingressar na NBA.
Ele foi selecionado na segunda rodada do draft da NBA de 2012 (32º escolha geral) pelo Washington Wizards.

### Washington Wizards (2016–2019)

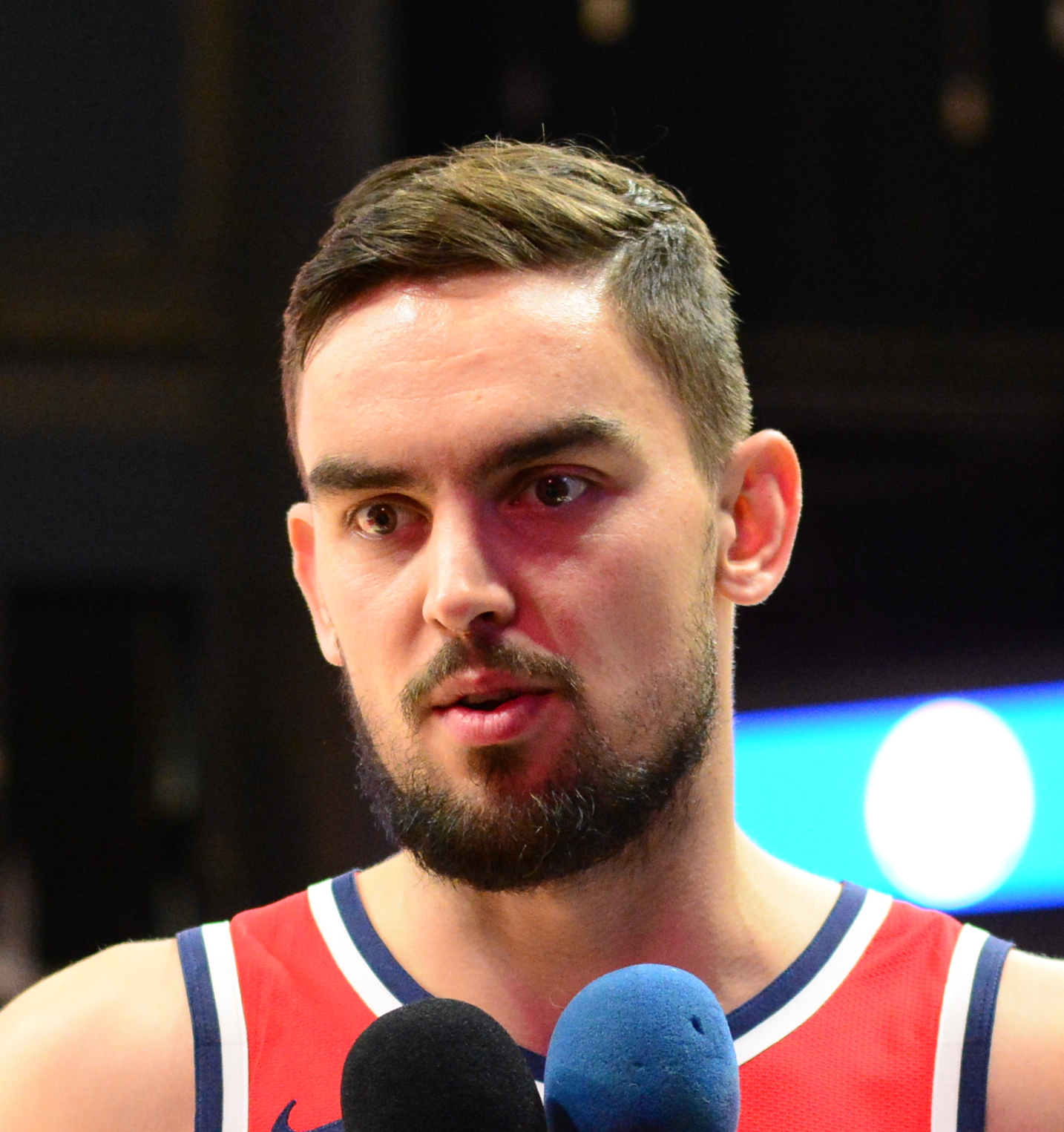
Tomáš Satoranský sendo entrevistado em 2018

Em 21 de julho de 2016, Satoranský assinou um contrato de 3 anos e US$9 milhões com o Washington Wizards.
Em 1 de dezembro de 2017, ele marcou 17 pontos em uma vitória por 109-91 contra o Detroit Pistons. Em 3 de fevereiro de 2018, ele fez 19 pontos na vitória de 115-98 sobre o Orlando Magic. Uma semana depois, ele superou essa marca marcando 25 pontos em uma vitória por 101-90 sobre o Chicago Bulls. Em 11 de janeiro de 2019, ele teve seu primeiro triplo-duplo da carreira com 18 pontos, 12 rebotes e 10 assistências na vitória por 113-106 sobre o Milwaukee Bucks.

### Chicago Bulls (2019–2021)
Em 6 de julho de 2019, Satoranský foi negociado com o Chicago Bulls em troca de escolhas de draft. Em 6 de janeiro de 2020, ele registrou 11 pontos, 5 rebotes e 14 assistências em uma derrota por 110-118 para o Dallas Mavericks.

### New Orleans Pelicans (2021–2022)
Em 8 de agosto de 2021, Satoranský foi negociado, junto com Garrett Temple e uma escolha de segunda rodada do draft de 2024, com o New Orleans Pelicans por Lonzo Ball.

### San Antonio Spurs (2022)
Em 8 de fevereiro de 2022, o Portland Trail Blazers adquiriu Satoranský, Nickeil Alexander-Walker, Josh Hart, Didi Louzada, uma escolha de primeira rodada de 2022 e uma escolha de segunda rodada de 2027 do New Orleans Pelicans em troca de CJ McCollum, Larry Nance Jr. e Tony Snell. Um dia depois, Satoranský foi negociado para o San Antonio Spurs em uma troca de três equipes que também envolveu o Utah Jazz. Ele jogou um jogo pelos Spurs antes de concordar com a rescisão do contrato em 26 de fevereiro de 2022.

### Retorno a Washington (2022–Presente)
Em 28 de fevereiro de 2022, Satoranský assinou um contrato pelo restante da temporada com o Washington Wizards.

## Carreira na seleção
Satoranský jogou em todas as categorias de base da República Tcheca. Ele se juntou à equipe nacional sênior pela primeira vez durante as eliminatórias do EuroBasket de 2009. Em 2010, ele jogou no EuroBasket Sub-20 de 2010. Satoranský também representou a seleção tcheca sênior no EuroBasket de 2013, no EuroBasket de 2015 e no EuroBasket de 2017. Ele ajudou a República Tcheca a se classificar para a Copa do Mundo de 2019 pela primeira vez.
Satoransky marcou 14 pontos na derrota para a França na fase preliminar das Olimpíadas de 2020.

## Estatísticas da carreira

### NBA

#### Temporada regular
| Ano      | Equipe      | PJ  | PT  | MPJ  | AP   | 3P   | LL   | RT  | AS  | BR  | TO | PPJ |
| -------- | ----------- | --- | --- | ---- | ---- | ---- | ---- | --- | --- | --- | -- | --- |
| 2016–17  | Washington  | 57  | 3   | 12.6 | .418 | .243 | .697 | 1.5 | 1.6 | .5  | .1 | 2.7 |
| 2017–18  | Washington  | 73  | 30  | 22.5 | .523 | .465 | .781 | 3.2 | 3.9 | .7  | .2 | 7.2 |
| 2018–19  | Washington  | 80  | 54  | 27.1 | .485 | .395 | .819 | 3.5 | 5.0 | 1.0 | .2 | 8.9 |
| 2019–20  | Chicago     | 65  | 64  | 28.9 | .430 | .322 | .876 | 3.9 | 5.4 | 1.2 | .1 | 9.9 |
| 2020–21  | Chicago     | 58  | 18  | 22.5 | .514 | .356 | .848 | 2.4 | 4.7 | .7  | .2 | 7.7 |
| 2021–22  | New Orleans | 32  | 3   | 15.0 | .299 | .161 | .760 | 2.0 | 2.4 | .4  | .0 | 2.8 |
| 2021–22  | San Antonio | 1   | 0   | 9.0  | –    | –    | .750 | 1.0 | .0  | .0  | .0 | 3.0 |
| 2021–22  | Washington  | 22  | 10  | 18.9 | .476 | .273 | .840 | 2.8 | 4.9 | .7  | .2 | 4.9 |
| Carreira | Carreira    | 388 | 182 | 19.5 | .449 | .316 | .796 | 2.5 | 3.4 | .6  | .1 | 5.8 |

#### Playoffs
| Ano      | Equipe     | PJ | PT | MPJ  | AP   | 3P   | LL   | RT  | AS | BR | TO | PPJ |
| -------- | ---------- | -- | -- | ---- | ---- | ---- | ---- | --- | -- | -- | -- | --- |
| 2017     | Washington | 10 | 0  | 3.6  | .500 | –    | .400 | .5  | .6 | .1 | .0 | .8  |
| 2018     | Washington | 6  | 0  | 10.0 | .154 | .000 | .750 | 1.5 | .5 | .0 | .0 | 1.2 |
| Carreira | Carreira   | 16 | 0  | 6.8  | .327 | .000 | .575 | 1.0 | .5 | .0 | .0 | 1.0 |

### Euroliga
| Ano      | Equipe    | PJ | PT | MPJ  | AP   | 3P   | LL   | RT  | AS  | BR | TO | PPJ |
| -------- | --------- | -- | -- | ---- | ---- | ---- | ---- | --- | --- | -- | -- | --- |
| 2014–15  | Barcelona | 27 | 12 | 19.2 | .470 | .391 | .850 | 3.0 | 3.2 | .8 | .2 | 7.2 |
| 2015–16  | Barcelona | 29 | 27 | 24.5 | .567 | .366 | .755 | 2.8 | 4.3 | .9 | .3 | 9.0 |
| Carreira | Carreira  | 56 | 39 | 21.8 | .518 | .378 | .802 | 2.9 | 3.7 | .8 | .2 | 8.1 |

Fonte: